# امیر مهدی میرزاخانی
امیرمهدی میرزاخانی (زادهٔ ۳۰ بهمن ۱۳۸۰ در شهر اراک) بازیکن هاکی اهل ایران است. کاپیتان و آقای گل آسیا در رشته هاکی او از سال ۱۳۸۷ عضو تیم منتخب هاکی استان اراک واز سال۱۳۹۸ عضو تیم ملی هاکی ایران است. این بازیکن لژیونر در لیگ هاکی ترکیه و در پست مهاجم بازی می‌کند و بهترين بازيكن جام جهانی ۲۰۲۳ آفریقای جنوبی و آقای گل جام ملت های آسیا و بهترين مهاجم آسیا می باشد .

## افتخارات
- آقای گل جام ملت های آسیا و قهرمان این دوره از مسابقات و بهترین بازیکن جام در قزاقستان [۸][۹]
- بهترين بازيكن و آقای گل اميدها ايران[۱۰][۱۱]
- پديده سوپرليگ ١٣٩٨ايران[۱۲][۱۳][۱۴][۱۵]
- پديده جوان هاکی آسيا ٢٠١٧[۱۶][۱۷]
- آقای گل هاکی آسيا ٢٠٢٢ تايلند[۱۸][۱۹][۲۰]
- بهترين بازيكن جام جهانی ٢٠٢٣افريقا جنوبی [۲۱][۲۲]